# Sadinja vas pri Dvoru
Sadinja vas pri Dvoru je naselje v Občini Žužemberk.